# Вустров (Мекленбургіше-Зенплатте)
Вустров (нім. Wustrow) — громада в Німеччині, розташована в землі Мекленбург-Передня Померанія. Входить до складу району Мекленбургіше-Зенплатте. Складова частина об'єднання громад Мекленбургіше-Кляйнзенплатте.
Площа — 42,93 км2. Населення становить 735 ос. (станом на 31 грудня 2020).

## Галерея

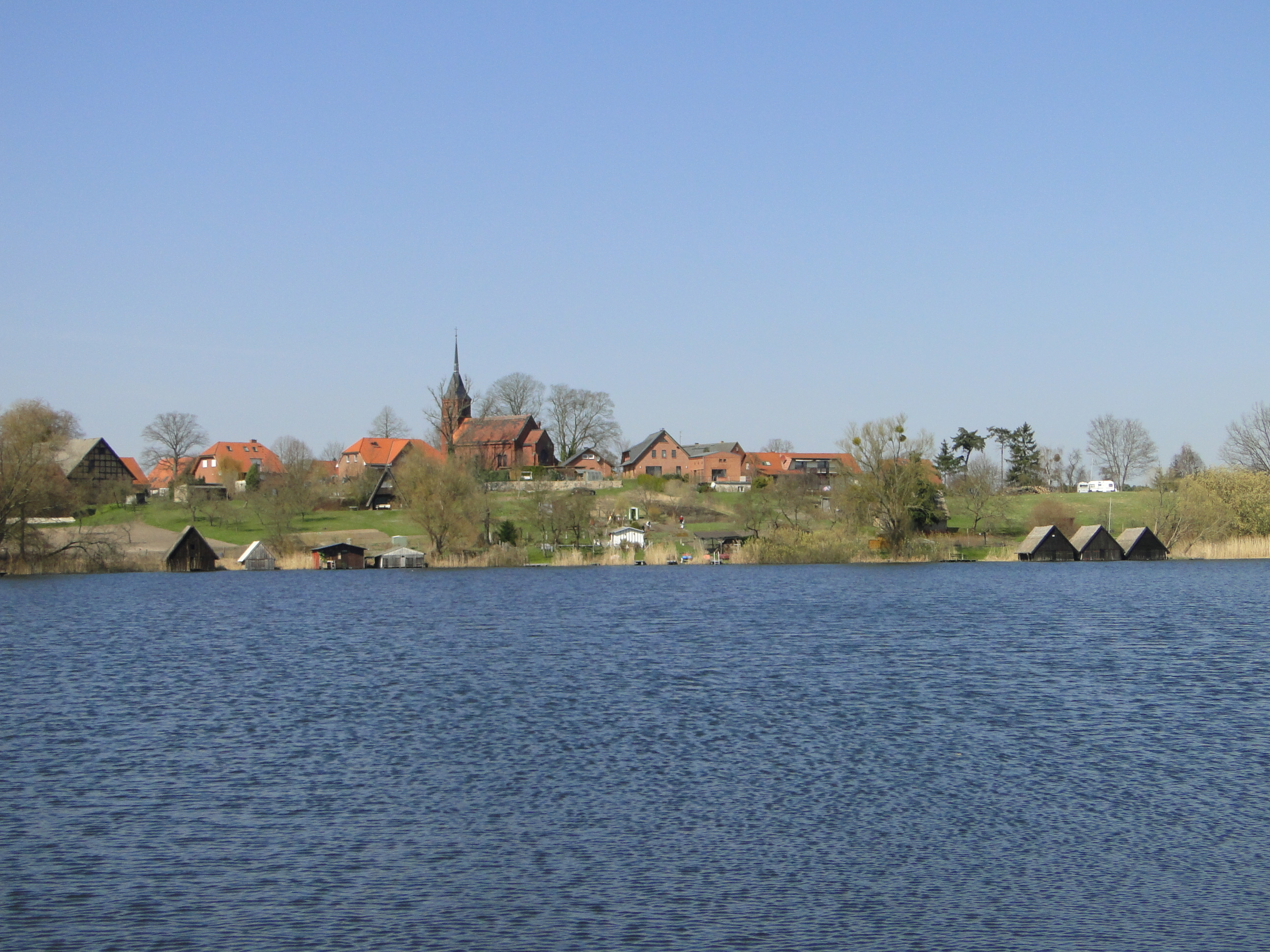